# Český fousek
Český fousek (anglicky: Bohemian wire-haired Pointing griffon) je české národní lovecké plemeno psa a druh hrubosrstého ohaře, který byl poprvé čistokrevně chován již za Rakouska-Uherska roku 1882.

## Historie
První zmínky o psech podobných českému fouskovi nalézáme již v době Karla IV, který je choval jako lovecké psy. Z této doby existují i zmínky o prodeji těchto psů do zemí dnešního Německa nebo Polska, ale i mnohem dále, je tedy pravděpodobné, že ohaři evropského původu v sobě mají i krev českých fousků. Plemeno českého fouska tak může být pokládáno za jedno z nejstarších plemen ohařů v Evropě.
V roce 1882 – když se ještě českému fouskovi říkalo český ohař – byl uveřejněn první standard, který uveřejnil Josef Vilém Černý z Berouna v časopise Myslivost.
První světová válka přinesla úpadek v chovu mnoha loveckým plemenům a podobně na tom byl i český fousek – protože nebyli tito psi cvičeni na obranu a pro lov v té době nebyly podmínky, byli zapomenuti. Po první světové válce došlo za přispění pana Františka Housky k obnovení chovu, který v důsledku rakousko-uherských restrikcí takřka zanikl.
Po druhé světové válce byl český fousek křížen s hrubosrstými ohaři, aby byla vytvořena chovná základna. Současný standard plemene pak byl Mezinárodní kynologickou federací přijat roku 1963. Oficiální používaná zkratka je CF.

### Proč „český fousek“?
Jméno dostalo toto plemeno podle „vousu“, který má na bradě a kterým se vyznačuje.

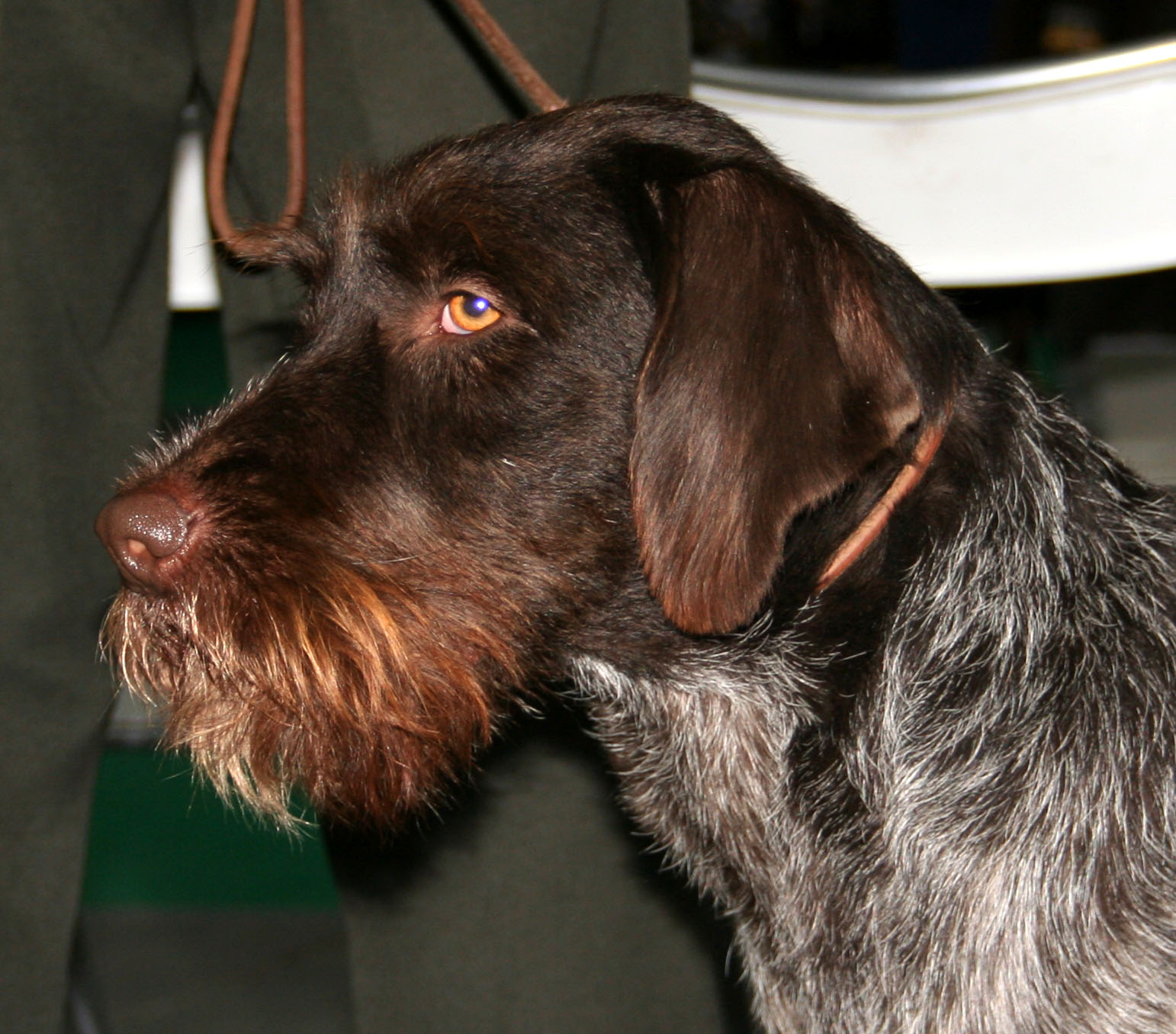

## Povaha
Český fousek je loajální, milý a velmi hbitý a aktivní pes, který má velmi v oblibě lov. Je to dobrý aportér na souši i ve vodě, ale nejčastěji se využívá k vystavování zvěře. Samci jsou tvrdohlavější, feny naopak spíše klidné. Ke své rodině a známým lidem je přátelský a hravý, na cizí si zvyká déle. V období puberty může být přehnaně dominantní, to ale časem odezní. Velmi inteligentní a bystrý.
S ostatními zvířaty vychází dobře, protože se u něj ale podporuje lovecký pud, bude pronásledovat rychle se pohybující předměty, nevyjímaje domácí zvířata nebo cyklisty. Je vhodné jej chovat ve smečce, protože s ostatními psy vychází bezproblémově.
Děti má rád a má s nimi bezproblémový vztah. Některé dětské hry mu ale mohou být značně nepříjemné, proto děti raději nejdříve obeznamte s tím, jak se ke psovi mají chovat. Pokud se českému fouskovi něco nelíbí, většinou uteče, kousnutí se vyhýbá.
Má vysoký hlas, kterým upozorní na každého kolemjdoucího i nevítaného návštěvníka. Je to dobrý hlídač a pokud si myslí, že je něco v nepořádku, dokáže proti zlodějům zasáhnout.

## Péče
Srst českého fouska není na úpravu náročná, stačí ji občas pročesat kartáčem s tvrdými štětinami. Při velkém znečištění je dobré jej umýt vodou a kvalitním šamponem, protože tento typ srsti by po nesprávném šamponu mohl ztratit lesk.
Český fousek je velmi aktivní a hravé plemeno s láskou pro lov a vystavování zvěře. Nejraději má právě tuto činnost, ale pokud je dostatečně zaměstnán jiným typem pohybu, nebude mu to chybět. Je pro něj vhodný veškerý pohyb. Má téměř nevyčerpatelnou zásobu energie, hodí se tedy hlavně pro lidi sportovně založené, kteří mu poskytnou dostatek pohybu. Bez pohybu by se český fousek mohl nudit a zabavil by se tím, že by vám ničil zahradu či dům.

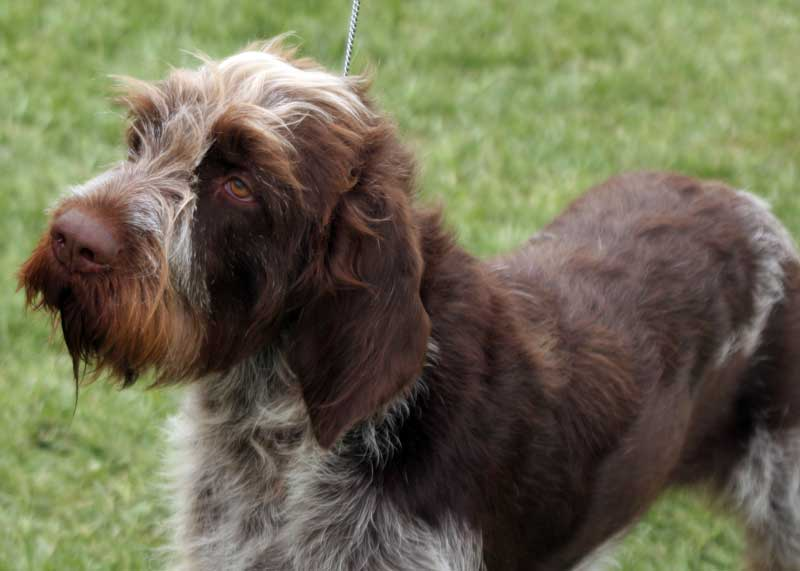

Výcvik i výchova jsou nutné, bez nich se může stát naprosto nezvladatelným a příliš dominantním. Potřebuje psovoda, který ho vychová nejlépe bez násilí. Dokáže být dominantní, nesmí být nervózní.

## Možné záměny
Lidé si často pletou českého fouska s německým ohařem drátosrstým. Možná záměna je i s pudlpointrem.